# 인플루엔자바이러스 B형
인플루엔자바이러스 B형(Influenzavirus B)은 오르토믹소바이러스과를 이루는 속(屬)의 하나이다. 이 속으로 분류되는 바이러스는 인플루엔자 B 바이러스(Influenza B virus) 하나뿐이다. 오로지 사람과 물개만을 숙주로 삼으며, 숙주에게 인플루엔자를 일으킨다. 숙주의 범위가 좁기 때문에 다양한 숙주를 가질 수 있는 인플루엔자 바이러스 A형에 비해 범유행을 일으키는 경우가 매우 적다.
인플루엔자바이러스 B형에 속하는 바이러스는 인플루엔자바이러스 A형에 속하는 바이러스에 비해 변이율이 무척 작은 편이다. 즉, 돌연변이가 발생하는 빈도가 더 적고, 돌연변이 진화 속도도 느리다. 약 2~3배 정도 느린 속도로 변이한다. 인플루엔자바이러스 B형은 인플루엔자바이러스 C형에 비해서는 빠르게 변이한다. 그러나 인간의 면역체계가 이 바이러스의 변이 속도를 따라잡을 만큼 빠르게 대응하지는 못하므로, 전 세계적인 유행병으로 번질 수 있고, 많은 감염이 발생할 수 있다. 특히 감염되면, 청소년과 학생에게 큰 영향을 미친다. B형 인플루엔자 바이러스에 의한 인플루엔자를 예방하기 위해서는 백신을 접종하여야 한다.
유전물질로 단일가닥의 RNA를 가지고 있다. 유전체는 여덟 개의 RNA 가닥에 나뉘어 담겨 있다.

## 형태
인플루엔자바이러스 B형 캡시드는 최소 단위인 피막(envelope ; 껍질), 매트릭스 단백질, 핵 단백질 복합체, 뉴클리오캡시드, 폴리머라제 복합체로 구성된다. 바이러스 모양은 때로는 구형이며, 필라멘트 형태를 띌 때도 있다. 500개 정도의 표면 돌기는 헤마글루티닌과 뉴라미니다아제로 만들어져 있다.

## 게놈구조
인플루엔자바이러스 B형 게놈은 14,548 뉴클리오타이드 길이이며, 8개의 선형 음성가닥 RNA 세그먼트로 구성된다. 다중 입자 게놈은 캡슐화 되고, 각각의 세그먼트는 별도의 뉴클리오캡시드로 구성되며, 뉴클리오캡시드는 하나의 외피로 둘러싸여 있다.

## 같이 보기
- 인플루엔자바이러스 A형
- 인플루엔자바이러스 C형
- 인플루엔자바이러스 D형